# تیم ملی فوتبال زنان هلند
تیم ملی فوتبال زنان هلند (به هلندی: Nederlands vrouwenvoetbalelftal)، نمایندهٔ زنان این کشور در ردهٔ ملی است.
این تیم نخستین بازی بین‌المللی خود را در فیفا در تاریخ ۱۷ آوریل ۱۹۷۱ در مقابل فرانسه انجام داد.تیم فوتبال زنان هلند در مسابقات فوتبال زنان اروپا در سالهای ۲۰۰۹ ،۲۰۱۳ و ۲۰۱۷ حضور داشته‌اند و در سال ۲۰۱۷ آنها قهرمان این رقابت‌ها شدند. این تیم همچنین در مسابقات جام جهانی فوتبال زنان ۲۰۱۵ حضور داشت که در دور یک شانزدهم حذف شد و در ردهٔ ۱۳ این رقابت‌ها قرار گرفت. نام مستعار آنها تیم نارنجی (به هلندی: Oranje) و همچنین ماده شیرها (به هلندی: Leeuwinnen) است.

## تصویر تیم

### نام مستعار
تیم ملی فوتبال زنان هلند با نام مستعار شیر زن‌های نارنجی شناخته می‌شود.

## افتخارات
- مسابقات فوتبال زنان اروپا (۱ مرتبه): ۲۰۱۷

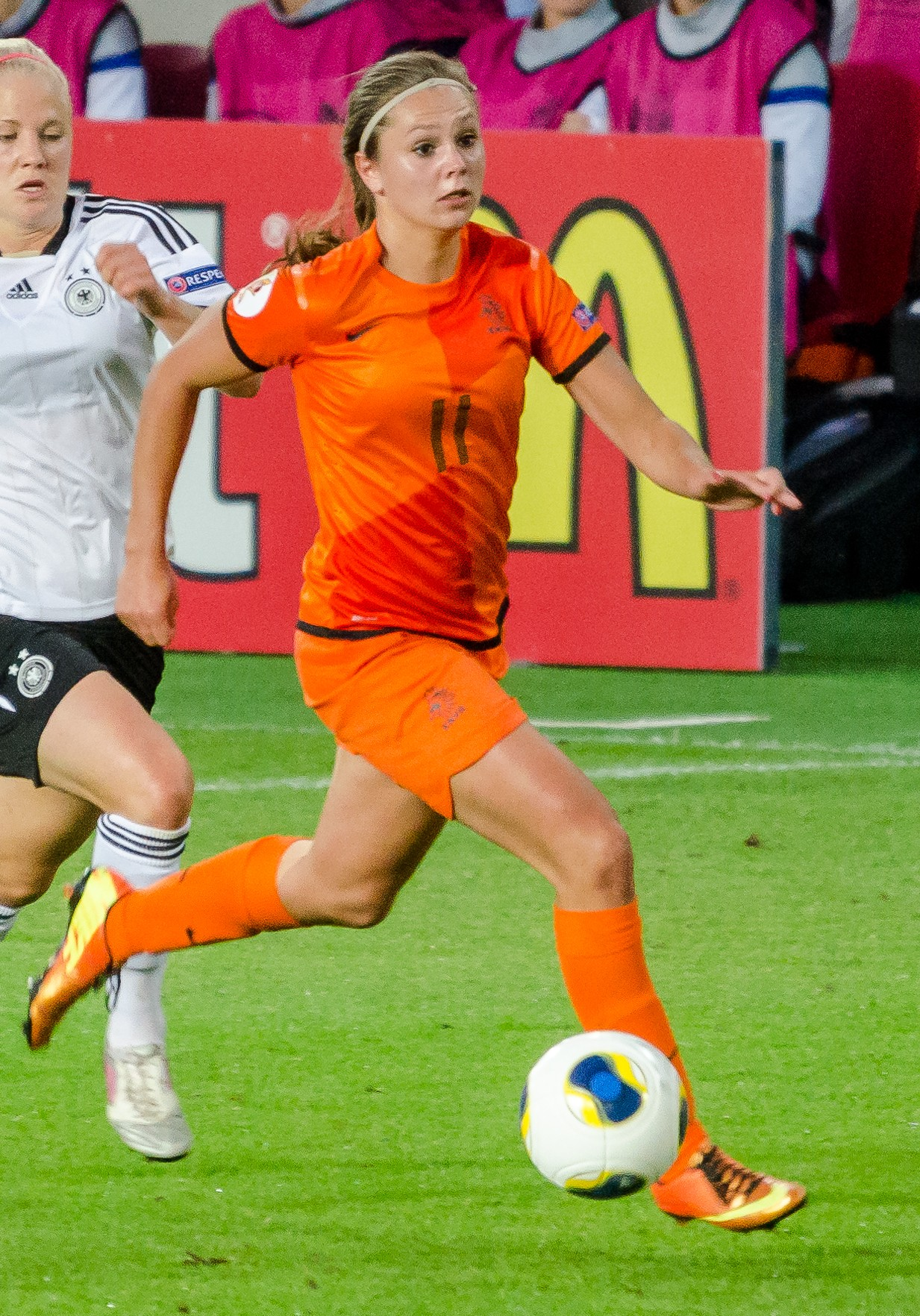
لیکه مارتنس ستاره تیم فوتبال زنان هلند در حال بازی در مسابقات فوتبال زنان ۲۰۱۳ در مقابل تیم آلمان.

- جام آلگاروه: ۲۰۱۸[۳]

## پیشینهٔ جام جهانی
در تاریخ ۲۷ نوامبر ۲۰۱۴ تیم ملی فوتبال زنان هلند جواز حضور در رقابتهای جام جهانی فوتبال زنان را برای اولین بار به دست آورد.
| سال   | نتیجه       | رتبه       | بازی انجام داده | برد        | تساوی      | باخت       | گل زده     | گل خورده   |
| ----- | ----------- | ---------- | --------------- | ---------- | ---------- | ---------- | ---------- | ---------- |
| ۱۹۹۱  | انتخاب نشد  | انتخاب نشد | انتخاب نشد      | انتخاب نشد | انتخاب نشد | انتخاب نشد | انتخاب نشد | انتخاب نشد |
| ۱۹۹۵  | انتخاب نشد  | انتخاب نشد | انتخاب نشد      | انتخاب نشد | انتخاب نشد | انتخاب نشد | انتخاب نشد | انتخاب نشد |
| ۱۹۹۹  | انتخاب نشد  | انتخاب نشد | انتخاب نشد      | انتخاب نشد | انتخاب نشد | انتخاب نشد | انتخاب نشد | انتخاب نشد |
| ۲۰۰۳  | انتخاب نشد  | انتخاب نشد | انتخاب نشد      | انتخاب نشد | انتخاب نشد | انتخاب نشد | انتخاب نشد | انتخاب نشد |
| ۲۰۰۷  | انتخاب نشد  | انتخاب نشد | انتخاب نشد      | انتخاب نشد | انتخاب نشد | انتخاب نشد | انتخاب نشد | انتخاب نشد |
| ۲۰۱۱  | انتخاب نشد  | انتخاب نشد | انتخاب نشد      | انتخاب نشد | انتخاب نشد | انتخاب نشد | انتخاب نشد | انتخاب نشد |
| ۲۰۱۵  | یک شانزدهم  | ۱۳         | ۴               | ۱          | ۱          | ۲          | ۳          | ۴          |
| ۲۰۱۹  | نایب قهرمان | دوم        | ۷               | ۶          | ۰          | ۱          | ۱۱         | ۵          |
| مجموع | ۲/۸         | دوم        | ۱۱              | ۷          | ۱          | ۳          | ۱۴         | ۹          |

### پیشینهٔ المپیک
| پیشینهٔ تیم ملی فوتبال زنان هلند در المپیک | پیشینهٔ تیم ملی فوتبال زنان هلند در المپیک | پیشینهٔ تیم ملی فوتبال زنان هلند در المپیک | پیشینهٔ تیم ملی فوتبال زنان هلند در المپیک | پیشینهٔ تیم ملی فوتبال زنان هلند در المپیک | پیشینهٔ تیم ملی فوتبال زنان هلند در المپیک | پیشینهٔ تیم ملی فوتبال زنان هلند در المپیک | پیشینهٔ تیم ملی فوتبال زنان هلند در المپیک | پیشینهٔ تیم ملی فوتبال زنان هلند در المپیک |
| کشور میزبان و سال برگزاری                 | دور                                       | رتبه                                      | بازی انجام داده                           | برد                                       | تساوی*                                    | باخت                                      | گل زده                                    | گل خورده                                  |
| ----------------------------------------- | ----------------------------------------- | ----------------------------------------- | ----------------------------------------- | ----------------------------------------- | ----------------------------------------- | ----------------------------------------- | ----------------------------------------- | ----------------------------------------- |
| ۱۹۹۶                                      | صعود نکرد                                 | صعود نکرد                                 | صعود نکرد                                 | صعود نکرد                                 | صعود نکرد                                 | صعود نکرد                                 | صعود نکرد                                 | صعود نکرد                                 |
| ۲۰۰۰                                      | صعود نکرد                                 | صعود نکرد                                 | صعود نکرد                                 | صعود نکرد                                 | صعود نکرد                                 | صعود نکرد                                 | صعود نکرد                                 | صعود نکرد                                 |
| ۲۰۰۴                                      | صعود نکرد                                 | صعود نکرد                                 | صعود نکرد                                 | صعود نکرد                                 | صعود نکرد                                 | صعود نکرد                                 | صعود نکرد                                 | صعود نکرد                                 |
| ۲۰۰۸                                      | صعود نکرد                                 | صعود نکرد                                 | صعود نکرد                                 | صعود نکرد                                 | صعود نکرد                                 | صعود نکرد                                 | صعود نکرد                                 | صعود نکرد                                 |
| ۲۰۱۲                                      | صعود نکرد                                 | صعود نکرد                                 | صعود نکرد                                 | صعود نکرد                                 | صعود نکرد                                 | صعود نکرد                                 | صعود نکرد                                 | صعود نکرد                                 |
| ۲۰۱۶                                      | صعود نکرد                                 | صعود نکرد                                 | صعود نکرد                                 | صعود نکرد                                 | صعود نکرد                                 | صعود نکرد                                 | صعود نکرد                                 | صعود نکرد                                 |
| ۲۰۲۰                                      | صعود کرد                                  | صعود کرد                                  | صعود کرد                                  | صعود کرد                                  | صعود کرد                                  | صعود کرد                                  | صعود کرد                                  | صعود کرد                                  |
| مجموع                                     | ۱/۷                                       |                                           |                                           |                                           |                                           |                                           |                                           |                                           |

*تساوی‌ها شامل پنالتی هستند.
| پیشینهٔ تیم ملی فوتبال زنان هلند در مسابقات فوتبال زنان اروپا | پیشینهٔ تیم ملی فوتبال زنان هلند در مسابقات فوتبال زنان اروپا | پیشینهٔ تیم ملی فوتبال زنان هلند در مسابقات فوتبال زنان اروپا | پیشینهٔ تیم ملی فوتبال زنان هلند در مسابقات فوتبال زنان اروپا | پیشینهٔ تیم ملی فوتبال زنان هلند در مسابقات فوتبال زنان اروپا | پیشینهٔ تیم ملی فوتبال زنان هلند در مسابقات فوتبال زنان اروپا | پیشینهٔ تیم ملی فوتبال زنان هلند در مسابقات فوتبال زنان اروپا | پیشینهٔ تیم ملی فوتبال زنان هلند در مسابقات فوتبال زنان اروپا | پیشینهٔ تیم ملی فوتبال زنان هلند در مسابقات فوتبال زنان اروپا |
| کشور (یا کشورهای) میزبان و سال برگزاری                       | نتیجه                                                        | رتبه                                                         | بازی انجام داده                                              | برد                                                          | تساوی*                                                       | باخت                                                         | گل زده                                                       | گل خورده                                                     |
| ------------------------------------------------------------ | ------------------------------------------------------------ | ------------------------------------------------------------ | ------------------------------------------------------------ | ------------------------------------------------------------ | ------------------------------------------------------------ | ------------------------------------------------------------ | ------------------------------------------------------------ | ------------------------------------------------------------ |
| ۱۹۸۴**                                                       | صعود نکرد                                                    | صعود نکرد                                                    | صعود نکرد                                                    | صعود نکرد                                                    | صعود نکرد                                                    | صعود نکرد                                                    | صعود نکرد                                                    | صعود نکرد                                                    |
| ۱۹۸۷                                                         | صعود نکرد                                                    | صعود نکرد                                                    | صعود نکرد                                                    | صعود نکرد                                                    | صعود نکرد                                                    | صعود نکرد                                                    | صعود نکرد                                                    | صعود نکرد                                                    |
| ۱۹۸۹                                                         | صعود نکرد                                                    | صعود نکرد                                                    | صعود نکرد                                                    | صعود نکرد                                                    | صعود نکرد                                                    | صعود نکرد                                                    | صعود نکرد                                                    | صعود نکرد                                                    |
| ۱۹۹۱                                                         | صعود نکرد                                                    | صعود نکرد                                                    | صعود نکرد                                                    | صعود نکرد                                                    | صعود نکرد                                                    | صعود نکرد                                                    | صعود نکرد                                                    | صعود نکرد                                                    |
| ۱۹۹۳                                                         | صعود نکرد                                                    | صعود نکرد                                                    | صعود نکرد                                                    | صعود نکرد                                                    | صعود نکرد                                                    | صعود نکرد                                                    | صعود نکرد                                                    | صعود نکرد                                                    |
| ۱۹۹۵                                                         | صعود نکرد                                                    | صعود نکرد                                                    | صعود نکرد                                                    | صعود نکرد                                                    | صعود نکرد                                                    | صعود نکرد                                                    | صعود نکرد                                                    | صعود نکرد                                                    |
| ۱۹۹۷                                                         | صعود نکرد                                                    | صعود نکرد                                                    | صعود نکرد                                                    | صعود نکرد                                                    | صعود نکرد                                                    | صعود نکرد                                                    | صعود نکرد                                                    | صعود نکرد                                                    |
| ۲۰۰۱                                                         | صعود نکرد                                                    | صعود نکرد                                                    | صعود نکرد                                                    | صعود نکرد                                                    | صعود نکرد                                                    | صعود نکرد                                                    | صعود نکرد                                                    | صعود نکرد                                                    |
| ۲۰۰۵                                                         | صعود نکرد                                                    | صعود نکرد                                                    | صعود نکرد                                                    | صعود نکرد                                                    | صعود نکرد                                                    | صعود نکرد                                                    | صعود نکرد                                                    | صعود نکرد                                                    |
| ۲۰۰۹                                                         | نیمه نهایی                                                   | سوم                                                          | ۵                                                            | ۲                                                            | ۱                                                            | ۲                                                            | ۶                                                            | ۵                                                            |
| ۲۰۱۳                                                         | مرحلهٔ گروهی                                                  | ۱۲ام                                                         | ۳                                                            | ۰                                                            | ۱                                                            | ۲                                                            | ۰                                                            | ۲                                                            |
| ۲۰۱۷                                                         | قهرمان                                                       | ۱ام                                                          | ۶                                                            | ۶                                                            | ۰                                                            | ۰                                                            | ۱۳                                                           | ۳                                                            |
| مجموع                                                        | ۳/۱۲                                                         |                                                              | ۱۴                                                           | ۸                                                            | ۲                                                            | ۴                                                            | ۱۹                                                           | ۱۰                                                           |

* تساوی‌ها شامل مسابقات حذفی که با ضربات پنالتی مشخص شده نیز می‌شود.
** نبود پرچم اشاره به نبود کشور میزبان دارد.